# Ronnie Arneill
Ronnie William Arneill (St. Catharines, 19 februari 1981), beter bekend als Shawn Spears of Tye Dillinger, is een Canadees professioneel worstelaar die vooral bekend is van zijn tijd bij World Wrestling Entertainment (WWE). Op 25 mei 2019 debuteerde hij voor All Elite Wrestling.

## In worstelen
- Finishers en signature moves
  - Running Death Valley driver
  - Belly to back suplex
  - Front dropkick
  - Hangman's neckbreaker
  - Piledriver
  - Sharpshooter
  - Spinning backbreaker
  - Superplex

## Erelijst
- Adrenaline Live Wrestling
  - ALW Georgian Bay Heavyweight Championship (1 keer)

- Canadian Independent Wrestling Alliance
  - CIWA Heavyweight Championship (1 keer)

- Florida Championship Wrestling
  - FCW Florida Tag Team Championship (1 keer met Nick Nemeth)

- Great Lakes Championship Wrestling
  - GLCW Tag Team Championship (1 keer met Flex Falcone)

- Neo Spirit Pro Wrestling
  - NSPW Tag Team Championship (1 keer met J.T. Playa)

- Ohio Valley Wrestling
  - OVW Southern Tag Team Championship (3 keer; 2x met Cody Rhodes en 1x met Colt Cabana)
  - OVW Television Championship (3 keer)

- Pure Wrestling Association
  - PWA Pure Wrestling Championship (1 keer)